# Primitivismo
Primitivismo, sob um ponto de vista antropológico, é a crença na superioridade do estilo de vida simples das sociedades pré-industriais, ou o próprio estilo de vida dessas culturas, normalmente as africanas, pré-colombianas ou da Oceania. O uso desta palavra surge apenas no século XX, pertencendo ao âmbito das artes de vanguarda e sua crítica.

## Termos relacionados aprimitivismo
Nas artes, e em especial nas artes visuais, a palavra "primitivismo" pode estar relacionada com diversas realidades, nem sempre próximas. O adjetivo "primitivo" pode ser usado para referir, por exemplo, pintores holandeses dos séculos XV e XVI. Os primitivos flamengos, pertenciam a uma escola pictórica que reagia negativamente, na sua fase inicial, à influência da pintura italiana renascentista ou pré-renascentista, focando-se nas técnicas medievais da tradição local.
Os adjetivos primitivo e primitiva podem, também, referir-se aos pintores pré-renascentistas da Itália do século XV, conhecidos como primitivos italianos, que, não formando exatamente uma escola, ainda não tinham feito todas as descobertas sobre as possibilidades pictóricas promovidas pelo Renascimento da pintura bizantina.
Atualmente, usa-se mais frequentemente o adjetivo "primitivo" para designar a também chamada "arte tribal", na forma verbal mais usual de "arte primitiva", que é aquela que é produzida por artistas que vivem , ou viviam, num estado cultural pré-industrial e tribal no momento em que a obra foi produzida. Emprega-se também, para este tipo de arte, o termo "primitivismo", podendo isto explicitar uma visão etnocêntrica da arte firmada a partir do final do século XIX, possivelmente fazendo uma leitura simplista das recentes descobertas atribuídas a Darwin sobre a evolução. Esta nova visão conferia um sentido de subordinação àquilo que era interpretado como "primitivo" e propunha "a observação das obras provenientes de regiões colonizadas pelos países europeus como mais simples e inferiores em relação àquelas dos países colonizadores".
Já no século XX, o termo "primitivismo" surge para definir certas tendências ou características dentro da arte de vanguarda ou das literaturas modernistas de várias nacionalidades, como por exemplo, para definir um tipo de arte não académico, feito por artistas autodidatas, com pouco ou nenhum conhecimento técnico ou teórico das artes, que se caracteriza por uma certa simplificação formal (no uso da perspetiva, por exemplo), e subordinados por temas normalmente populares. São exemplos de artistas consagrados que nas artes plásticas passaram a trabalhar ou que tiveram afinidades com esta última conceção de primitivismo, o estilo naif, também conhecido como arte popular: Mikhail Larionov, Paul Klee e Sergey Zagraevsky.
A arte naif, bem como, e principalmente, a arte primitiva, iriam interferir na concepção de arte de praticamente todas as vanguardas desde o início do século até o surrealismo, estando uma determinada noção de primitivismo já esboçada nas cores de Paul Cézanne e a de um "primitivismo romântico" na obra de Paul Gauguin. Os novos artistas iriam tomar de empréstimo formas visuais de povos não ocidentais ou pré-históricos.

## Primitivismonas vanguardas históricas
Este interesse dos artistas pelo primitivismo, reinante no início do século passado, inspirou vários artistas das primeiras vanguardas, bastando-se dizer que a obra considerada por muitos como a primeira obra cubista, ou, no mínimo, a obra que prenuncia o cubismo, Les demoiselles d'Avignon, de Pablo Picasso, 1907 , a qual inauguraria a fase chamada de analítica daquele movimento, pertence à chamada "fase negra" do artista, quando este, estava fascinado com a arte primitiva das máscaras africanas.   
Na Rússia, surge o neo-primitivismo, movimento de vanguarda lançado em livro de 1913 pelo pintor e teórico Aleksandr Shevchenko, do qual se considera que fazem parte pintores como Marc Chagall e David Burliuk, também participante do cubo-futurismo russo. Aliás, na poesia russa, todo o chamado grupo cubofuturista, desde seu precursor Velimir Khlebnikov, voltou-se antes a um certo tipo de primitivismo que ao futurismo propriamente dito.
Anos mais tarde, o surrealismo de André Breton em pintura e literatura, Paul Klee e Miró explorariam o subconsciente, numa busca do primitivo no homem e de um certo "infantilismo".
Estas tendências são apontadas em 1938, no livro de Robert Goldwater, Primitivism in modern art ("Primitivismo na arte moderna"), que marcou essa noção na história da arte. Goldwater, professor de História da Arte na Universidade de Nova York e fundador do Museu de Arte Primitiva em 1957 naquela cidade, divide sua obra em quatro capítulos, que correspondem a quatro evoluções do primitivismo na arte moderna: o primitivismo romântico de Paul Gauguin e o fauvismo; o primitivismo emocional de Die Brüke e Der Blaue Reiter; o primitivismo intelectual de Pablo Picasso e da pintura abstrata; e o primitivismo do subconsciente de Paul Klee e Juan Miró frente aos desenhos infantis, Dada e surrealismo.
Esta  tendência primitiva da arte moderna, que viria a se tornar uma de seus aspectos distintivos e  viria a ser uma espécie de marca do artista moderno, o qual intentaria a busca de uma expressão mais pura, seja qual for o aspecto da obra em termos construtivos, já era estudada por muitos intelectuais nas décadas de 1920 e 1930, tais como Gonçalo Lafora (1927), Meyer  Schapiro (1937) e, no Brasil, Osório Cesar (1934) e Mário de Andrade (1938).
No Brasil, além das manifestações populares na pintura e de um certo primitivismo aparentado do primitivismo romântico na literatura, tal qual conceituado por Goldwater em 1938, podemos observar, no  modernismo, a Poesia Pau-Brasil, já tendo o seu manifesto em 1924 e produzindo muitas formas cubistas-primitivistas em seus poemas (com ilustrações também primitivistas de Tarsila do Amaral. Mais tarde, têm-se o Manifesto Antropófago e a poesia Cobra Norato, de Raul Bopp.

Segundo o crítico Antônio Cândido (Literatura e Sociedade, 1965), os elementos primitivos já constavam da cultura brasileira no quotidiano, o que tornava o Brasil um campo mais fértil para as vanguardas do que a própria Europa, conforme o percebe Oswald de Andrade. Disse, ele, que, no Brasil, "as culturas primitivas se misturam à vida quotidiana ou são reminiscências ainda vivas de um passado recente", o que possibilitaria criar "um tipo ao mesmo tempo local e universal de expressão, reencontrando a influência europeia por um mergulho no detalhe brasileiro".

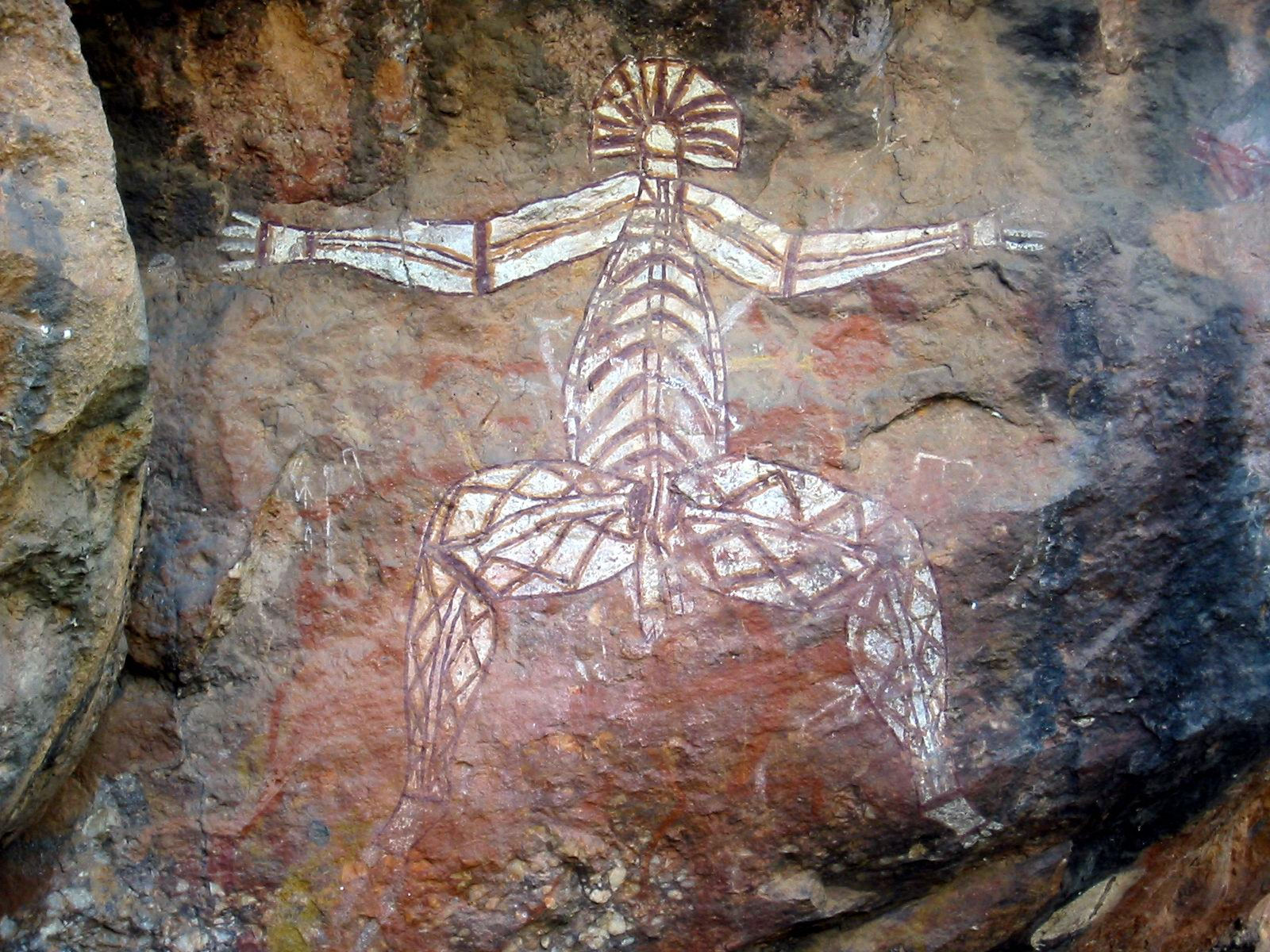
Exemplo de arte aborígene australiana. A cultura aborígene australiana era considerada no início do século XX como "primitiva" pelos intelectuais europeus.

Pode parecer paradoxal, mas a necessidade de encarar o mundo com uma nova visão levou os artistas modernos a voltarem-se para a arte primitiva, tornando-se todo vanguardista um herdeiro do mesmo "olhar deformante" desta. No início do século XXI, há poetas como Manoel  de Barros, remanescente do Modernismo brasileiro de 1922, que definem sua obra como fazendo parte de uma "vanguarda primitiva". Em se tratando daquele que foi considerado durante muito tempo por Carlos Drummond de Andrade como o maior poeta vivo do Brasil, não há dúvida de que esta definição é correta, com seu desejo de buscar a pureza primitiva e sua linguagem que nasce da realidade oral na qual ele vive. No entanto, ironicamente, agora podemos perceber que não há nada mais redundante do que esta definição do poeta, "vanguarda primitiva", parecendo as ideias de vanguarda e primitivismo quase sinônimos (redundância é quando dois termos expressam a mesma ideia. Nesse caso, "vanguarda" e "primitiva" expressam ideias contrárias, ou seja, um paradoxo, contrassenso, absurdo, disparate, o que, claro, quis Manoel de Barros.)